# Echinometra mathaei
Echinometra mathaei is een zee-egel uit de familie Echinometridae.
De wetenschappelijke naam van de soort werd in 1825 gepubliceerd door Henri Marie Ducrotay de Blainville.

## Leefgebied en habitat
De soort wordt aangetroffen op koraalriffen in de tropische delen van de Indische Oceaan en de Grote Oceaan tot op dieptes beneden de 139 meter. Het verspreidingsgebied ligt tussen Madagaskar, de Oost-Afrikaanse kust en de Rode Zee in het westen tot Hawaï in het oosten.

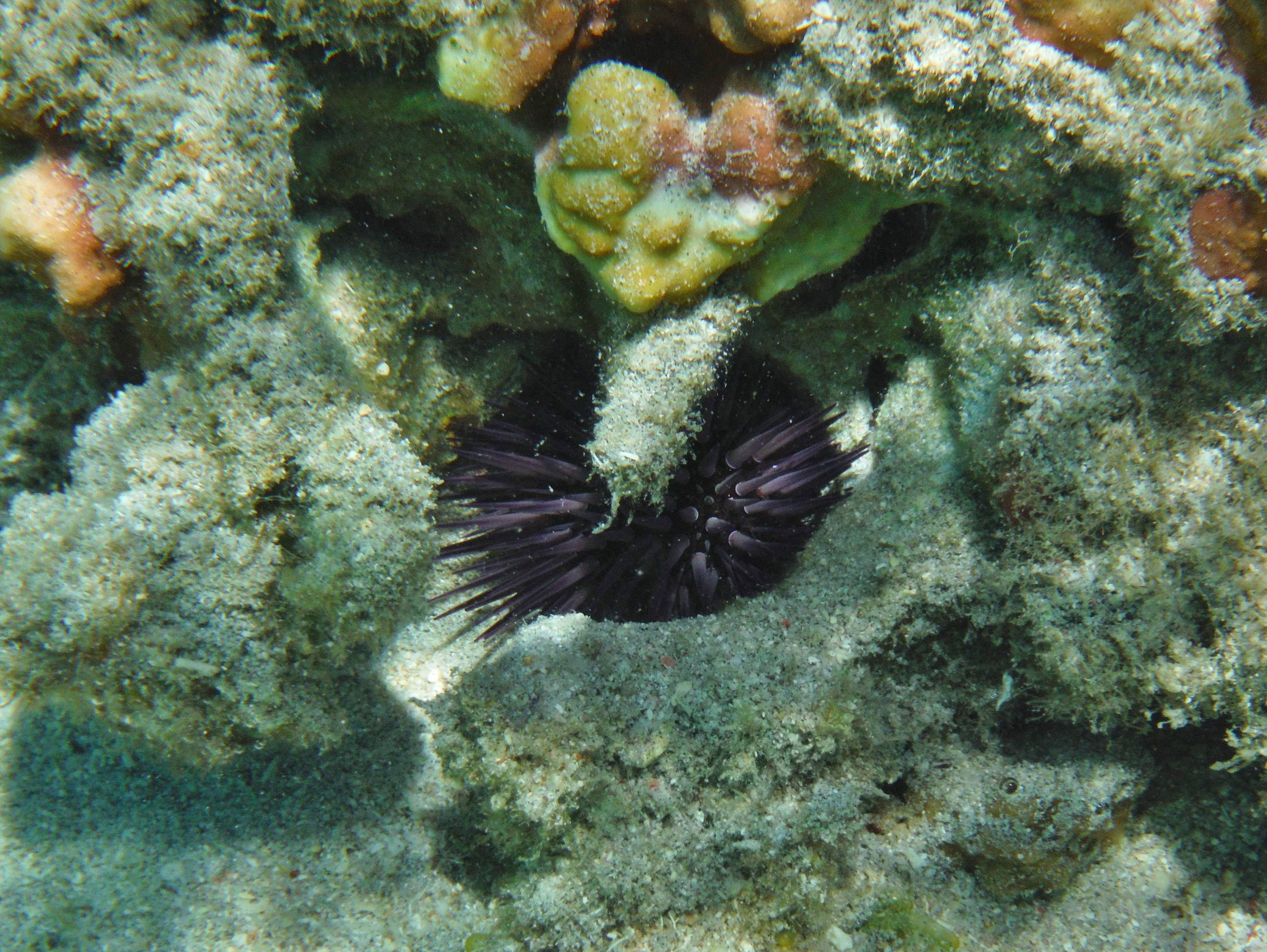
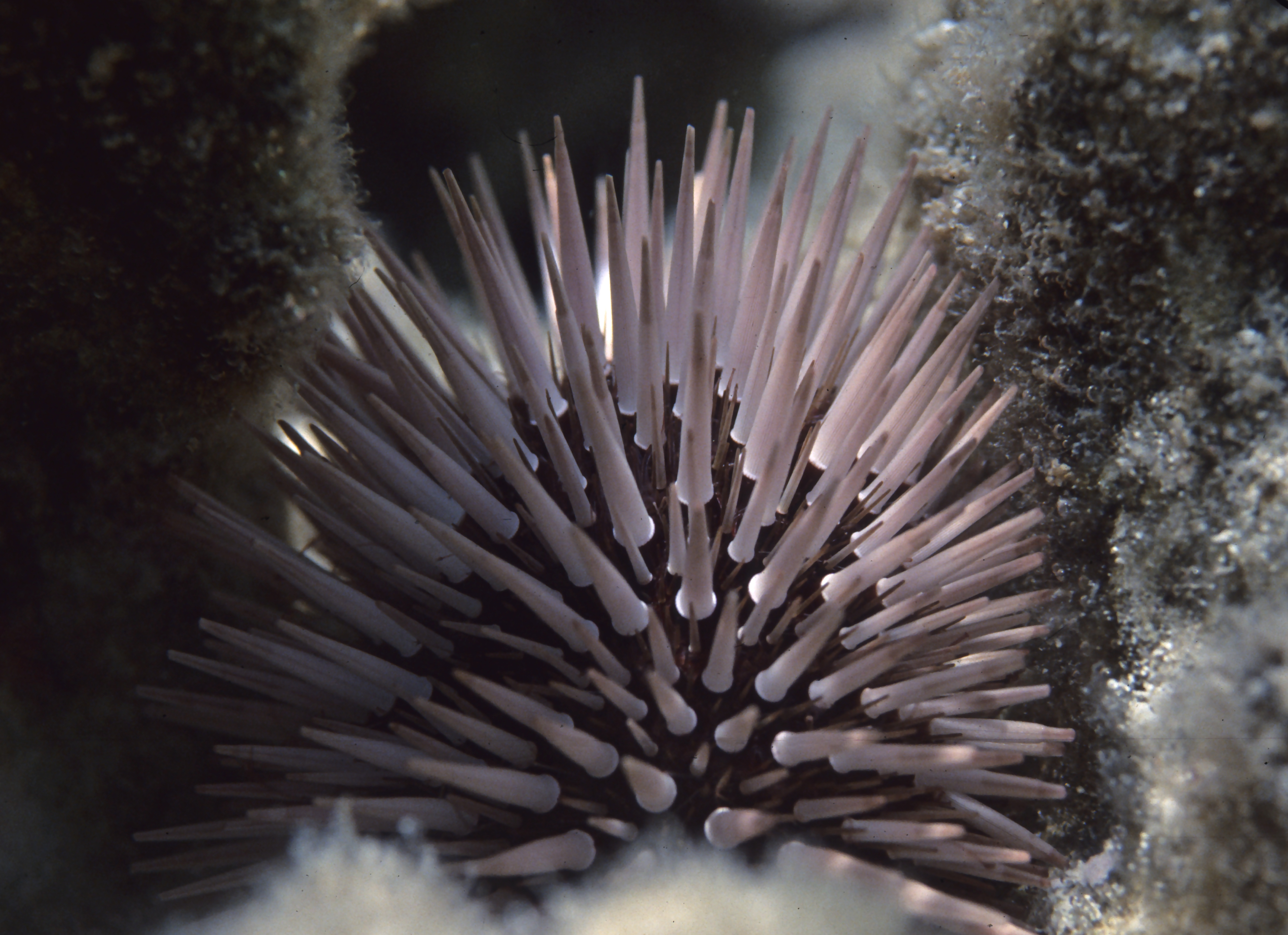
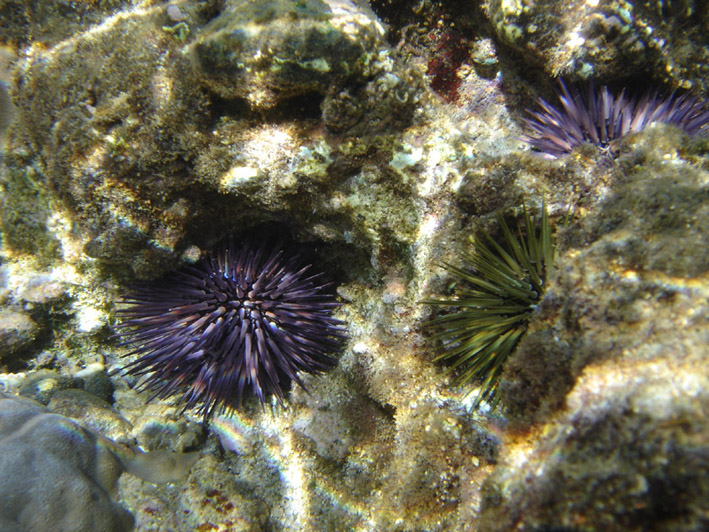
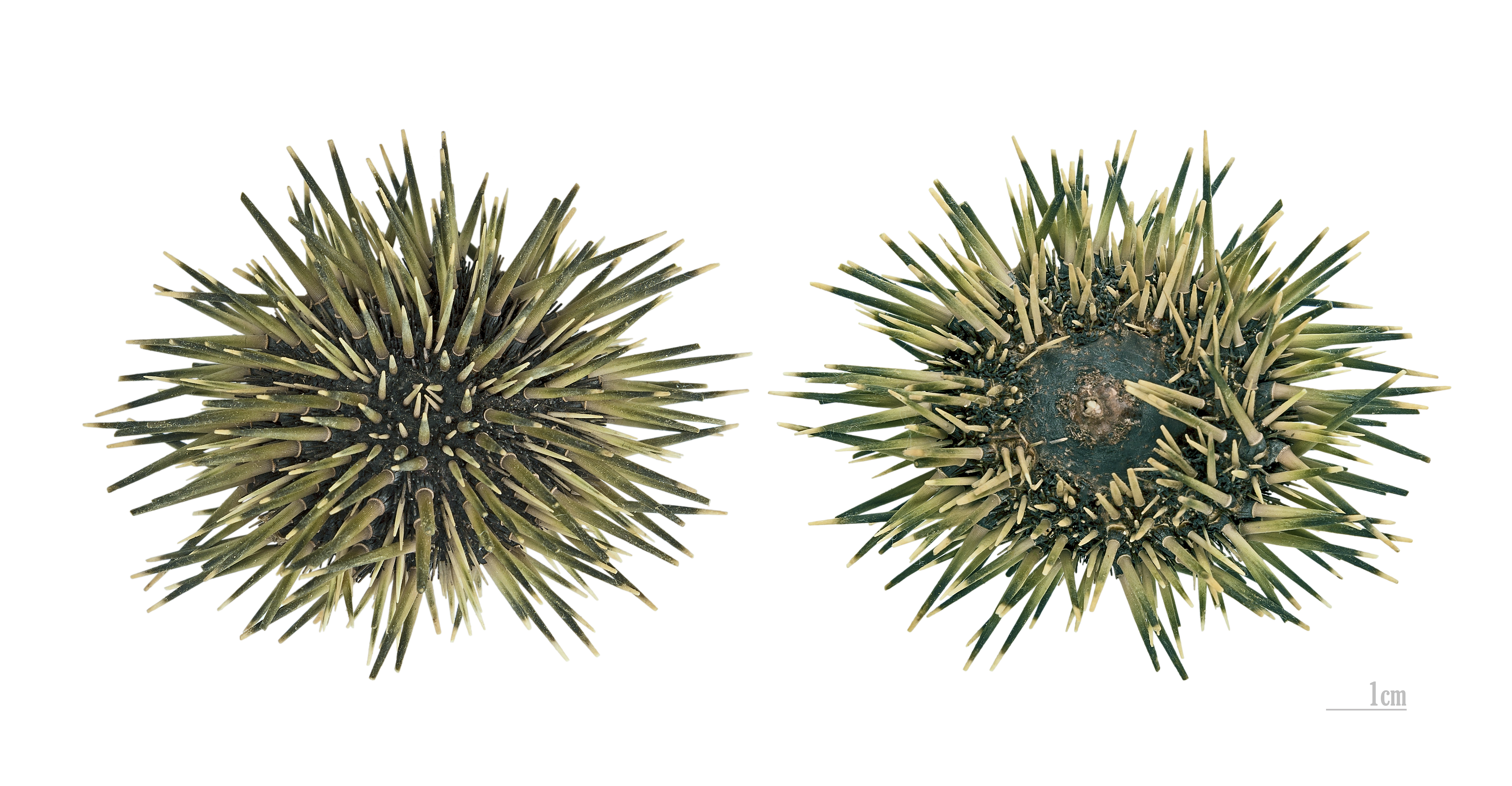